# Messieurs les ronds-de-cuir
Pour les articles homonymes, voir Messieurs les ronds-de-cuir (homonymie).
Messieurs les ronds-de-cuir (sous-titré Tableaux-roman de la vie de bureau) est un roman de Georges Courteline paru en 1891 et 1892 dans L'Écho de Paris, puis l'édition originale en volume aux éditions de la Librairie Marpon et Flammarion en 1893, avec une préface de Marcel Schwob et des illustrations de Louis Bombled, qui connut un grand succès (et un très grand nombre de rééditions et d'éditions illustrées) et popularisa jusqu'à nos jours l'expression.

## Adaptations
En 1911, Robert Dieudonné et Raoul Aubry en tirent une pièce de théâtre, représentée au théâtre de l'Ambigu-Comique le 4 octobre 1911.
Un tout premier film éponyme est adapté en 1914 par André Liabel.
Un premier film éponyme, en 1936, est l'adaptation du roman au grand écran, avec Yves Mirande à la réalisation.
En 1959, Henri Diamant-Berger adapte le roman au cinéma avec le même titre, où jouent une prestigieuse distribution, avec les acteurs Pierre Brasseur, Noël-Noël, Michel Serrault, Jean Poiret, Lucien Baroux, Pauline Carton, etc.
Le téléfilm français Messieurs les ronds-de-cuir de Daniel Ceccaldi, réalisé en 1978, porte lui aussi sur le roman de Courteline.

## Postérité
L'expression « rond-de-cuir », qui désigne non plus seulement le coussin mais un bureaucrate ou un employé de bureau, a été popularisée d'abord par ce roman de Courteline.